# Фрис, Август
 Август Фрис (нем. August Fries; 1821 — 1913) — норвежский скрипач и дирижёр немецкого происхождения. Брат Вульфа Фриса (1825—1902).
С 1842 года работал в Бергене как скрипач Музыкального общества «Гармония».
В 1847 г. перебрался в США, играл в одном из эфемерных нью-йоркских оркестров, выступал также и как солист (Дж. Т. Стронг оценивал как «искусное и безошибочное» исполнение Фрисом и Джорджем Бристоу Большого дуэта для двух скрипок с оркестром И. В. Калливоды). Годом позже переехал в Бостон, где уже обосновался его младший брат. В 1849 г. братья основали в Бостоне Квинтет имени Мендельсона — один из первых стабильных камерных ансамблей Новой Англии; помимо пульта первой скрипки в квинтете Август Фрис выступал в Бостоне и как дирижёр — в частности, в 1852 г. под его управлением впервые в Бостоне прозвучала Восьмая симфония Бетховена. Лидером квинтета Август Фрис был на протяжении 10 лет.
В 1859 г. Фрис вернулся в Берген, где и провёл всю оставшуюся жизнь (за исключением возвращения в Бостон на один сезон в конце 1870-х гг.). До 1873 г. (с перерывом в 1862—1864 гг.) он руководил бергенским Музыкальным обществом «Гармония» как дирижёр. Тесные творческие взаимоотношения связывали Фриса с Эдвардом Григом, чьими произведениями он неоднократно дирижировал; Фрису посвящена Соната для скрипки и фортепиано № 1 Op. 8, её фрагменты Фрис исполнял на концерте в Бергене в сопровождении матери Грига на фортепиано.
У Фриса в детстве занималась музыкой юная Юханна Дюбвад, будущая звезда норвежской театральной сцены.